# Jak and Daxter: The Lost Frontier
Jak and Daxter: The Lost Frontier — игра в жанре платформер, разработанная High Impact Games и изданная Sony Computer Entertainment для PlayStation 2 и PlayStation Portable. Анонс игры состоялся 1 апреля 2009 года, а сама игра вышла 3 ноября 2009 года в США. Это уже шестая и последняя игра в серии Jak and Daxter. Критики в целом положительно отзывались об игре, им понравился геймплей, графика и воздушные бои, но не понравились неудобные углы камеры и безвкусная, повторяющаяся среда.

## Геймплей
Геймплей Jak and Daxter: The Lost Frontier собрал особенности всех предыдущих частей (за исключением Jak X: Combat Racing). В игре представлена полная свобода действий, а также дают возможность самому выбирать миссию для выполнения (искл. сюжетные миссии). В игре у Джека, помимо оружия, есть способности, позволяющие ему замедлять время, атаковать врагов Тёмным Эко и подниматься в воздух. В отличие от предыдущих частей Jak and Daxter, в этой игре, уровни можно пройти только определённым способом. В игре также дают возможность управлять компаньоном Джека-Декстером, который попал в ванну с тёмным эко и стал огромным монстром, уничтожающий всё вокруг. В игре представлено несколько видов врагов, таких, как роботы, существа, мутировавшие от Темного Эко, пираты и прочие. Также в игре появились авиамиссии, которые и понравились критикам. Они получились красочными и интересными, но, несмотря на все плюсы игры ей не удалось стать такой же популярной, как и Jak 3.

## Сюжет
Сюжет игры разворачивается после действий Jak 3. В мире Джека заканчивается Эко-энергия, и планете грозит уничтожение. Джек и Декстер сопровождают Киру, чтобы она смогла стать Мудрецом. Но не они одни заинтересованы в поиске нового источника Эко. Им придется столкнуться с воздушными пиратами, а также с таинственной нацией Аэропанцев (Aeropans). С помощью новых друзей неразлучной парочке предстоит нелегкая работа. Тем более, что новые знакомые предстают в неожиданном свете, а Декстер волею случая под действием Темного Эко (Dark Eco) обретает возможность превращаться в жуткого монстра.

## Саундтрек
Саундтрек к игре Jak and Daxter: The Lost Frontier, был выпущен на iTunes 3 ноября 2009 года и получил положительные отзывы.
| №                   | Название                         | Длительность |
| ------------------- | -------------------------------- | ------------ |
| 1.                  | «Hellcat to the Rescue»          | 2:04         |
| 2.                  | «The Brink»                      | 3:23         |
| 3.                  | «Galleon Conflict»               | 2:06         |
| 4.                  | «Laser Defense»                  | 3:31         |
| 5.                  | «Sounds of Fardrop»              | 3:24         |
| 6.                  | «Dark Eco Warrior Training Camp» | 3:18         |
| 7.                  | «Super-Dark-Daxter Rampage, Go!» | 3:19         |
| 8.                  | «Behemoth Air Battle»            | 2:39         |
| 9.                  | «Parallel Universe»              | 4:18         |
| 10.                 | «Voices of Aeropa»               | 2:38         |
| 11.                 | «Ambushed»                       | 2:40         |
| 12.                 | «A Captain’s Sacrifice»          | 2:11         |
| 13.                 | «Daxterball»                     | 3:40         |
| 14.                 | «Jak vs. the Arborcider»         | 1:33         |
| Общая длительность: | Общая длительность:              | 40:44        |

## Критика
| Сводный рейтинг    | Сводный рейтинг | Сводный рейтинг |
| Издание            | Оценка          | Оценка          |
| Издание            | PS2             | PSP             |
| ------------------ | --------------- | --------------- |
| GameRankings       | 69,50 %         | 72,84 %         |
| Metacritic         | 72 %            | 71 %            |
| Иноязычные издания |                 |                 |
| Издание            | Оценка          | Оценка          |
| Издание            | PS2             | PSP             |
| 1UP.com            | N/A             | B               |
| Eurogamer          | N/A             | 8/10            |
| G4                 | N/A             | 4/5             |
| Game Informer      | N/A             | 7,75/10         |
| GameSpot           | N/A             | 7,5/10          |
| IGN                | 7,4/10          | 7,4/10          |

В целом критики хорошо оценили игру. GameSpot сказал, что это достойное дополнение истории Jak and Daxter.